# Luc Ducalcon

a Compétitions nationales et continentales officielles uniquement.

b Matchs officiels uniquement.
Dernière mise à jour le 27 décembre 2019.
Luc Ducalcon, né le 2 janvier 1984 à La Fère (Aisne), est un joueur international français de rugby à XV qui évolue au poste de pilier au sein de l'effectif du RC Narbonne, du Castres olympique puis du Racing métro 92 (1,83 m pour 117 kg).

## Biographie

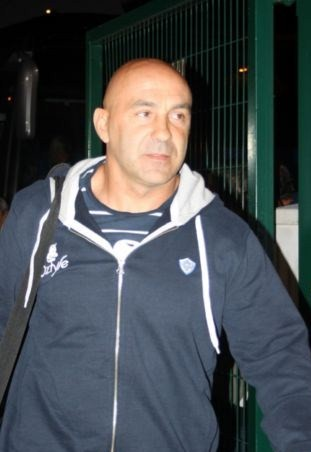
Laurent Travers, ici en 2012, est l'entraîneur de Luc Ducalcon de 2009 à 2012 à Castres puis de 2013 à 2018 au Racing.

Il participe au quart-de-finale, en mai 2012, puis en demi-finale, en juin 2012, du Top 14 avec le Castres olympique contre le Stade toulousain, au Stadium de Toulouse. Avec Castres, il joue également la Coupe d'Europe en 2008, 2011 et 2012. 
En mars 2009, il est invité avec les Barbarians français pour jouer un match contre le XV du président, sélection de joueurs étrangers évoluant en France, au Stade Ernest-Wallon à Toulouse. Les Baa-Baas s'inclinent 26 à 33. Il participe la même année à la Coupe des Nations 2009 avec l'équipe de France A.
En 2010, il intègre pour la première fois le groupe du XV de France qui participe au tournoi des VI Nations (Grand chelem de la France), puis est sélectionné par Marc Lièvremont pour la coupe du monde 2011. À la fin de la Coupe du Monde, il totalise ainsi 10 sélections, mais a remporté un grand chelem et est vice champion du monde.
Il participe à son troisième et dernier Tournoi des Six Nations 2013, où il est remplaçant.
En novembre 2014, il joue de nouveau avec les Barbarians français contre la Namibie au Stade Mayol de Toulon. Les Baa-Baas l'emportent 35 à 14.
En 2016, il est champion de France de rugby à XV. Il rentre en jeu au cours de la finale.

## Statistiques en équipe nationale
- 17 sélections
- 0 point
- Sélections par année : 3 en 2010, 7 en 2011, 7 en 2013

### Tournoi des Six Nations
| Édition          | Rang | Résultats France | Résultats Ducalcon | Matchs Ducalcon |
| ---------------- | ---- | ---------------- | ------------------ | --------------- |
| Six Nations 2010 | 1    | 5 v, 0 n, 0 d    | 1 v, 0 n, 0 d      | 1/5             |
| Six Nations 2011 | 2    | 3 v, 0 n, 2 d    | 2 v, 0 n, 1 d      | 3/5             |
| Six Nations 2013 | 6    | 1 v, 1 n, 3 d    | 1 v, 0 n, 3 d      | 4/5             |

Légende : v = victoire ; n = match nul ; d = défaite ; la ligne est en gras quand il y a Grand Chelem.

### Coupe du monde
En Coupe du monde :
- 2011 : 3 sélections (Canada, Nouvelle-Zélande, Tonga)

| Édition               | Rang      | Résultats France | Résultats L.Ducalcon | Matchs L.Ducalcon |
| Nouvelle-Zélande 2011 | Finaliste | 4 v, 0 n, 3 d    | 1 v, 0 n, 2 d        | 3/7               |

Légende : v = victoire ; n = match nul ; d = défaite.

## Palmarès

### En club
- Racing 92
  - Vainqueur du Championnat de France en 2016
  - Finaliste de la Coupe d'Europe en 2016

### En sélection nationale
- France
  - Vainqueur du Tournoi des Six Nations en 2010 (Grand Chelem)